# Plačlivé
Plačlivé je vrchol v Roháčích na hlavním hřebeni Západních Tatrách, s nadmořskou výškou 2125 m n. m. a prominencí 160 m.
Poskytuje krásný výhled na např. na hory Tri kopy (2136,9 m n. m.), Ostrý Roháč (2087,5 m n. m.) a Baranec (2184 m n. m.).

## Přístup
Směrem od Smutného sedla vede na Plačlivé červeně značená zajištěná cesta, ale dá se jí vyhnout po vrstevnici a dostat se na vrchol po žluté značce od Žiarského sedla.

## Související články

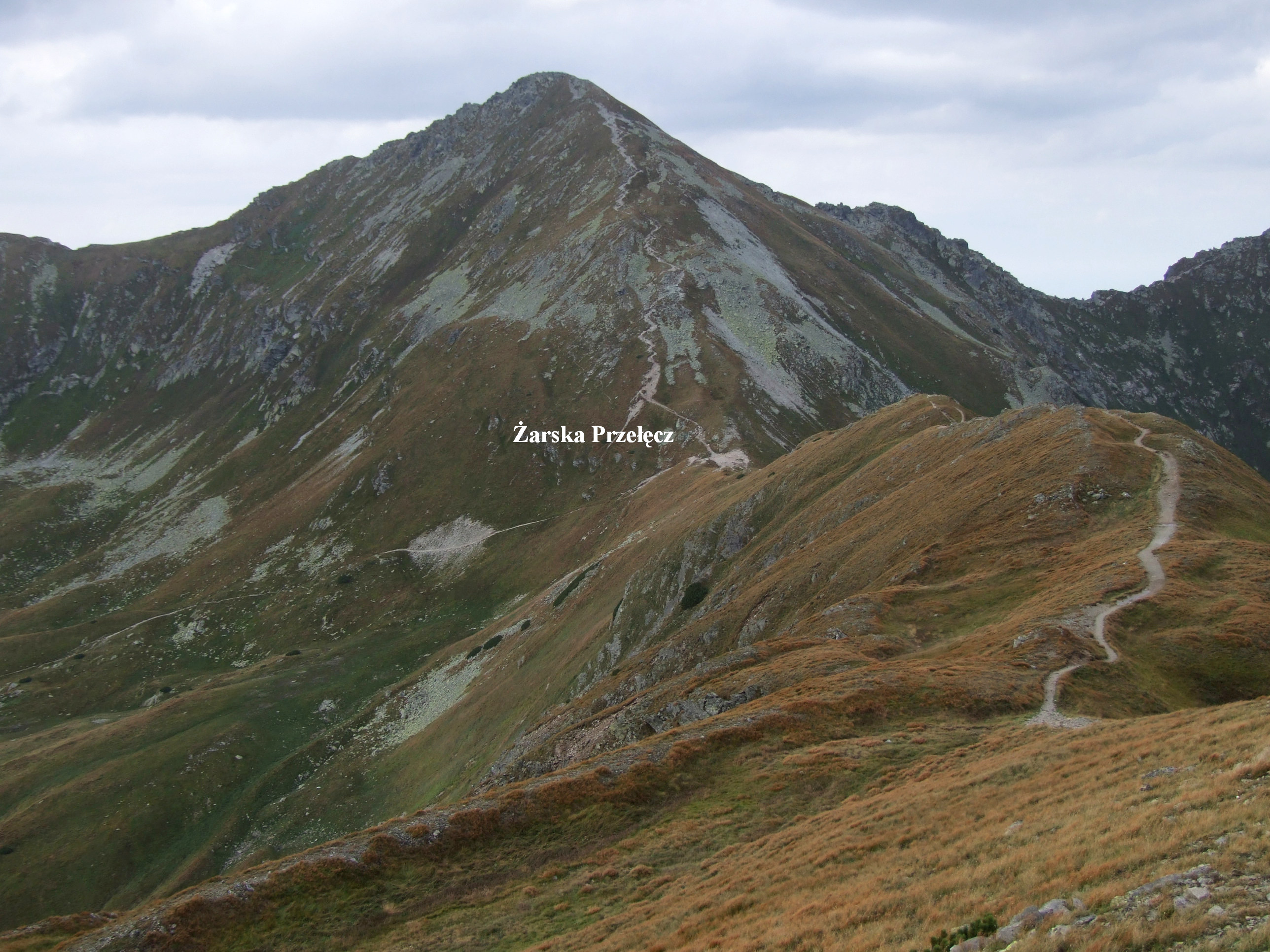
Plačlivé od jihu, přes Žiarské sedlo